# Tamarana
Tamarana este un oraș în Paraná (PR), Brazilia.